# Przysposobienie obronne
Przysposobienie obronne (często określane skrótem – PO) – dawny przedmiot realizowany w szkołach ponadgimnazjalnych (wcześniej ponadpodstawowych) i obecnie nauczany częściowo na studiach, dawniej także w VII i VIII klasach szkół podstawowych. Zakres nauczania obejmował szeroko pojętą obronę cywilną, metody ochrony przed różnymi zagrożeniami i przygotowanie do postępowania w wypadku katastrof. Podczas nauki uczniowie byli także szkoleni w udzielaniu pierwszej pomocy. Poza tym w zakresie przedmiotu mieściła się tematyka typowo wojskowa, ogólne informacje o rodzajach broni (także szkolenie strzeleckie) i zasadach służby wojskowej, pewne wiadomości z zakresu prawa międzynarodowego w zakresie konfliktów zbrojnych oraz topografii.
Przedmiot usunięto ze szkół ponadgimnazjalnych 1 września 2012 roku. Zastąpiono go przedmiotem edukacja dla bezpieczeństwa (EDB), który od 2009 do 2019 realizowany był w gimnazjach, a od 2018 nauczany jest również w VIII klasach szkół podstawowych.
W marcu 2022 Minister Edukacji Narodowej Przemysław Czarnek ogłosił, że elementy przedmiotu zostaną przywrócone do szkół w ramach EDB od  1 września 2022.